# Gottlieb Justus von Püchler
Gottlieb Justus von Püchler (* um 1677 in Stade; † um 1742 wahrscheinlich in Bergen bei Celle) war ein deutscher Diplomat in kurhannoverschen Diensten und Verwaltungsbeamter.

## Leben
Gottlieb Justus von Püchler war der Sohn von Paul von Püchler. Sein Bruder Johann Helwig von Püchler wurde Hauptmann in britischen Diensten, und Ludwig Johann von Püchler war kurhannoverscher Geheimer Justizrat in Stade.
Ab 1695 studierte er an der Universität Helmstedt. Ende 1703 trat Püchler in den diplomatischen Dienst des Hauses Braunschweig-Lüneburg ein. Er wurde im Auftrag des Fürstentums Lüneburg an die hannoversche Gesandtschaft in London entsandt. Dort war er Mitarbeiter des kurhannoverschen Gesandten am englischen Hof und erlebte die letzten Regierungsjahre von Königin Anne. In dieser Zeit stand Püchler, wie sein Vater, in Briefkontakt mit dem Gelehrten Gottfried Wilhelm Leibniz, dem er aus London über politische Entwicklungen berichtete. Mehrere Schreiben Püchlers aus London aus den Jahren 1703–1705 sind im Leibniz-Briefwechsel überliefert. Als Leibniz’ Sachwalter in London ließ er auch seine „Beaux vers latins“ im „Monthly Mercury“ publizieren.
Nachdem der Heideherzog Georg Wilhelm gestorben war und der Celler Hof an das Kurfürstentum Braunschweig-Lüneburg gefallen war, wechselte Püchler an den dänischen Königshof. Er wurde zunächst Legationssekretär in Kopenhagen am Hof von König Friedrich IV. von Dänemark. Im Jahr 1709 stieg Püchler zum außerordentlichen Gesandten Kurhannovers in Dänemark auf.
Während seiner Amtszeit als Gesandter am dänischen Hof bis 1716 war Püchler in der Endphase des Großen Nordischen Krieges involviert und begleitete 1711 die Vereinbarungen zum Wiederkaufsvertrag über die Grafschaft Delmenhorst mit Dänemark. Ebenfalls vermittelte er in der Allianzpolitik gegen Schweden und wickelte als Gesandter in Kopenhagen den Schriftverkehr zwischen Friedrich IV. und Georg I. ab und korrespondierte mit Admiral John Norris, der in den Nordseeküsten-Gewässern operierte.
Nach Abschluss seiner diplomatischen Mission in Dänemark kehrte Püchler nach Hannover zurück und wurde zum königlich-großbritannischen Rat ernannt. Zudem wurde er Amtsvogt in Bergen bei Celle.
Er war mit Marie Juliane von Kreyenberg verheiratet. Marie Johanna von Püchler war eine Tochter des Paares, die Johann Friedrich Moritz von Uslar-Gleichen heiratete. Deren drittgeborene Tochter Johanna Christine Juliane Pauline heiratete den Offizier August Christian Wilhelm von Linsingen.